# 祭姪文稿
《祭姪文稿》，全名《祭姪贈贊善大夫季明文文稿》，俗謂《祭姪帖》、《祭姪稿》。是唐朝書法家顏真卿於乾元元年九月初三（758年10月9日）所書，後世譽為「在世顏體第一」、「天下行書第二」，真跡現藏于臺北國立故宮博物院。王羲之《蘭亭集序》、顏真卿《祭姪文稿》、蘇東坡《寒食帖》合稱「天下三大行書字帖」。這件作品是顏真卿為了祭侄文而寫下的草稿，是在極度悲憤的情緒下書寫，由於心情極度悲憤且已難以平靜，故字隨書家情緒起伏使錯誤之處增多，時有塗抹，也顧不得筆墨的工拙，純是精神和平時功力的自然流露，是極具史料價值和藝術價值的墨跡原作之一。

## 背景
唐天寶十四載（755年），安祿山起兵，河北二十四郡紛紛瓦解，僅顏真卿堂兄顏杲卿及其子顏季明守常山郡（今河北省正定縣西南），顏真卿守平原郡（今山東省陵縣）。顏杲卿計殺安祿山部將李欽湊，擒高邈、何千年。一時河北十七郡響應。天寶十五載（756年），安祿山圍攻常山，俘虏顏季明，借机逼降顏杲卿。但顏杲卿不屈，大罵安祿山，顏季明被殺。不久城為史思明所破，顏杲卿被押至洛陽，見安祿山。顏杲卿怒罵安祿山，被處死。顏氏一門三十餘口被害。
唐肅宗乾元元年（758年），顏真卿讓姪子顏泉明至河北尋得顏季明頭顱，揮淚寫下《祭姪文稿》一文，二十三行，每行十一二字不等，共二百三十四字。

## 收藏與展出歷史
《祭姪文稿》曾经由北宋宣和内府、元朝张晏、鲜枢、明朝吴廷、清朝徐乾學、王鸿绪及內務府等收藏。自宋朝始，《祭姪文稿》已摹刻入石。民國初年，延光室（书画出版社）首先应用摄影技术，以黑白照片的形式影印出版了《颜鲁公祭姪文稿》的墨迹，此后又应用珂罗版影印出版。國立北平故宫博物院成立后，也有类似的影印本刊出。原作现藏於位於臺灣臺北市的中華民國國立故宮博物院，為中華民國國寶之一。
2018年6月，《每日新聞》報導《祭姪文稿》將於2019年1月至2月首次於東京國立博物館展出。日本首相安倍晉三母親安倍洋子等愛好書法人士都爭相一睹。
2018年5月，经由东京国立博物馆宣布展覽預告，至2018年11月，各方民众才開始關注臺灣臺北國立故宫博物院将《祭姪文稿》原稿寄至日本展览（2019年1月），在日本的展览名稱为《颜真卿：超越王羲之的名笔》。由于此件文物有一千年以上的歷史，部份台灣及大陸民眾擔心文物出境展出將受損。
支持方認為，文物交流在世界各大博物館間本為常態，且東京國立博物館在展覽海報上標註臺北國立故宮博物院，並無矮化台灣。批評方認為，日方在展览海报上并未明示是「出借」，加上《祭姪文稿》的內容具备抵禦外侮的精神，遂批評具台独立場、主张「故宮台灣化」的故宫博物院院长陈其南用此中国历史上英雄的手稿去谄媚日方。故宮稱該展「這是在三年前馮院長時期就談定的交流展」，2015年底由時任館長馮明珠任內已完成展覽備忘錄，2018年5月由時任館長林正儀完成簽約，並非展出時的院長陳其南；但被前院長馮明珠否認。2019年1月13日，陈其南隨賴清德內閣總辭卸任國立故宫博物院院长一职，且未獲後繼的蘇貞昌內閣留任。

## 評價
- 鮮樞：「祭姪季明文稿，天下行書第二。」
- 陈深：「祭姪季明文稿，纵笔浩放，一泻千里；时出遒劲，杂以流丽：或若篆籀，或若镌刻，其妙解处，殆若天造，岂非当时注思为文，而于字画无意于工，而反极工耶？」
- 項穆：「行草如《爭座》、《祭侄帖》，又舒和遒勁，豐麗超動，上擬逸少，下追伯施，固出歐、李輩也。」

## 原文参考
-{
|  | 維乾元元年歲次戊戌九月庚 午朔三日壬申從父第十三叔銀青光祿 夫使持節蒲州諸軍事蒲州 刺史上輕車都尉丹陽縣開國 侯真卿以清酌庶羞祭于 亡姪贈贊善大夫季明之靈曰 惟尔挺生夙標幼德宗廟瑚璉 階庭蘭玉方憑積善每慰 人心方期戩穀何圖逆賊閒 舋稱兵犯順 尔父□制 被脅竭誠常 山作郡余時受 命亦在平 原 仁兄愛我恐俾尔傳言尔既 歸止爰開土門土門既開凶威 大蹙賊臣擁眾不救賊臣擁不救 孤城圍逼父擒陷子死巢 傾卵覆 天不悔禍誰為 荼毒念尔遘殘百身何贖 嗚乎哀哉吾承 天澤移牧河東近河關尔之 泉明比者再陷常山提攜尔 首櫬亦自常山及茲同還撫念摧切 震悼心顏方俟□ □遠日□卜尔 幽宅撫魂而有知無嗟 久客嗚呼哀哉尚饗 |

}-

## 翻譯
在乾元元年（歲次戊戌年）、九月初三壬申日（初一是庚午日）跟從父親。第十三叔銀青光祿大夫、使持節監督蒲州諸軍事、蒲州刺史、上輕車都尉、丹楊縣開國侯真卿用清酒與简单的食物，以祭祀姪兒贊善大夫顏季明之亡魂：
你年紀輕輕便鶴立雞群，像我們宗祠裏的瑚璉禮器，又好似庭園裡的芳草 ，憑著積纍善德使我顏家人心都很欣慰，正期望你能得到幸福，沒想到逆賊（安祿山）在這時候反叛作亂。
你的父親被威脅（顏杲卿，下文稱仁兄）為國盡忠，在常山擔任郡守。我當時也讓朝廷封為平原郡太守。仁兄出於對我的愛護恐怕，讓你親自聯絡我。
後來你回到常山郡，幫助我方奪回土門，土門奪回後，逆賊軍威受挫。但可恨賊臣互相擁護不拯救賊臣（王承業）擁兵不拯救，害你孤立無援之下，城池被攻陷，你父親被擒走被俘，你也殉難了，像是鳥巢毀掉，鳥蛋破了一樣。老天啊，怎麼能不悔恨這場災禍？是誰害死你的？一想到你被這樣殘害，就是一百個我，又豈能換回你的性命？嗚呼！
我奉聖上命令，派往河東接近河關你的當官。泉明近來到常山，提著携帶了裝著你首級也是來自常山的棺木回來。我思念之情悲摧哀切，巨大的傷痛使我心情震動，容顏變色。我日後會再好好的找一天，幫你選一塊墓地。安撫你的靈魂有知，請不要因為待在他鄉太久而難過。嗚呼！哀哉！享用這些祭品罷！

## 相關頁面
- 韓愈《祭十二郎文》（南宋謝枋得譽為三大抒情文，另二文為三國蜀漢諸葛亮之《出師表》、西晉李密之《陳情表》。）